# Câmpul gazeifer South Pars/North Dome
Câmpul South Pars/North Dome este un câmp cu gaz natural condensat situat în Golful Persic. 

## Date generale
Este cel mai mare câmp de gaze din lume, și este împărțit între Iran și Qatar. Conform Agenției Internaționale pentru Energie, domeniul deține o valoare estimată la 50970 miliarde de metri cubi de gaze în formă gazoasă și aproximativ 50 de miliarde de barili de gaze condensate.
Acest câmp de gaze acoperă o suprafață de 9700 km pătrați, din care 3700 km pătrați (South Pars) care se află în apele teritoriale iraniene și 6000 de kilometri pătrați (North Dome) care se află în apele teritoriale din Qatar.

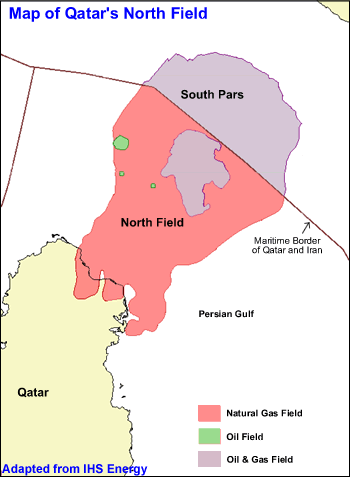
Câmpul South Pars/North Dome

## Istoria
O parte din câmpul de gaze naturale a fost descoperit în 1971 în Qatar în colaborare cu Shell. Producția a început în 1989. În Iran prima descoperire datează din 1990, dezvoltarea câmpului a început în anul 2003 în mai multe etape.

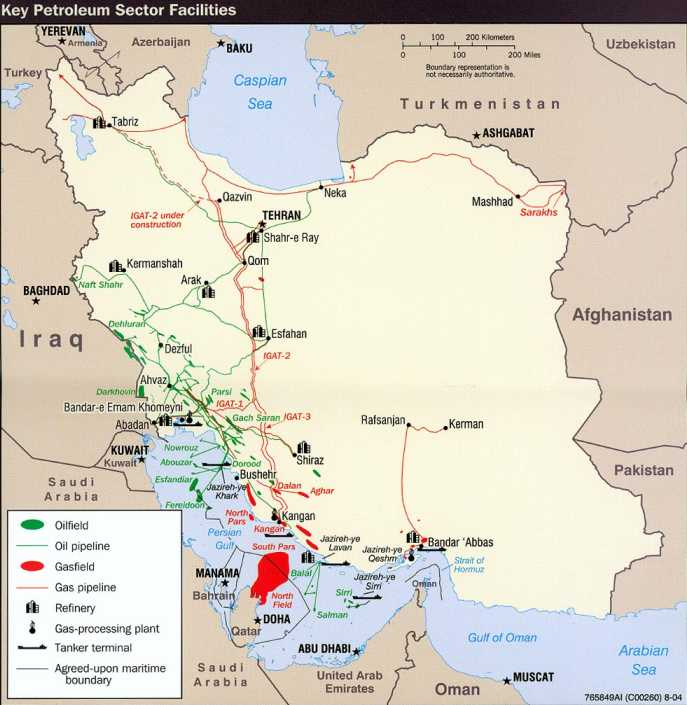
Infrastructura South Pars